# Mitoura castalis
Mitoura castalis är en fjärilsart som beskrevs av Edwards 1871. Mitoura castalis ingår i släktet Mitoura och familjen juvelvingar. Inga underarter finns listade i Catalogue of Life.